# Joseph Zito
Joseph Zito (Nova Iorque, 14 de maio de 1946) é um cineasta norte-americano

## Filmografia Selecionada
- Bloodrage aka Never Pick Up a Stranger (1979)
- The Prowler (1981)
- Friday the 13th: The Final Chapter (1984)
- Missing in Action (1984)
- Invasion U.S.A. (1985)
- Red Scorpion (1989)
- Delta Force One: The Lost Patrol (1999)
- Power Play (2002)